# Erlöserkirche (Potsdam)

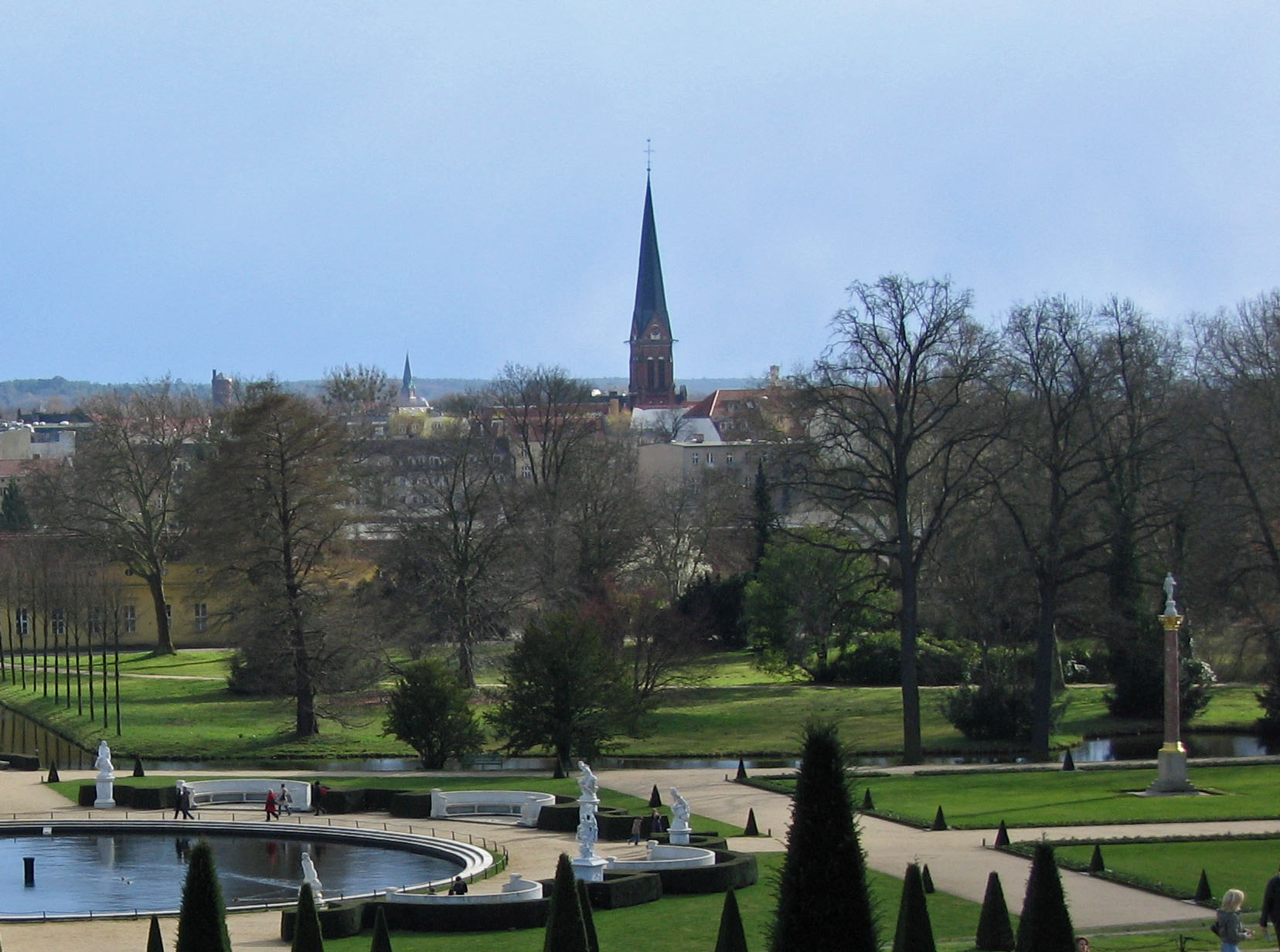
Blick auf den Turm der Erlöserkirche vom Schloss Sanssouci

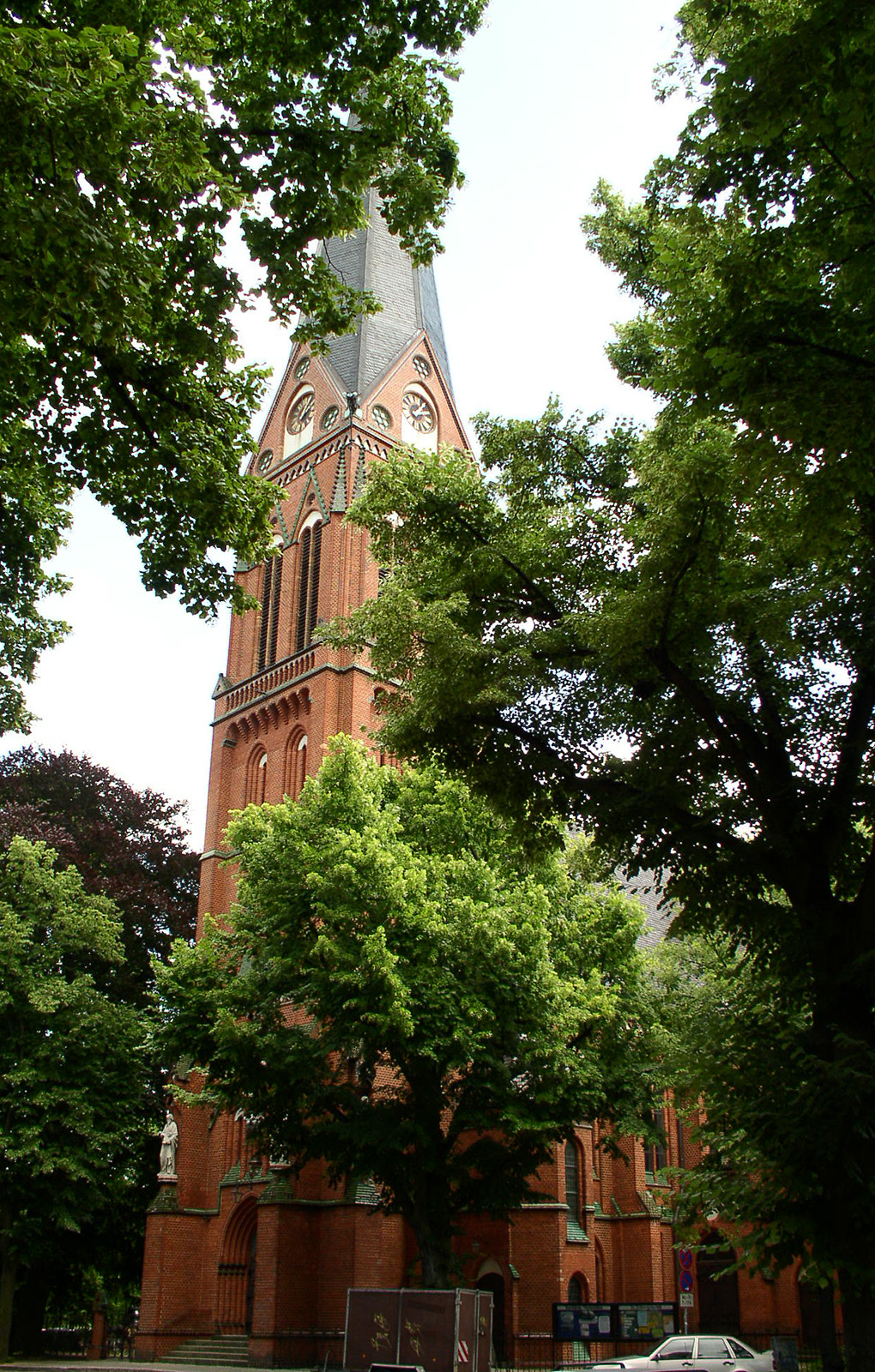
Ansicht von Nordwesten

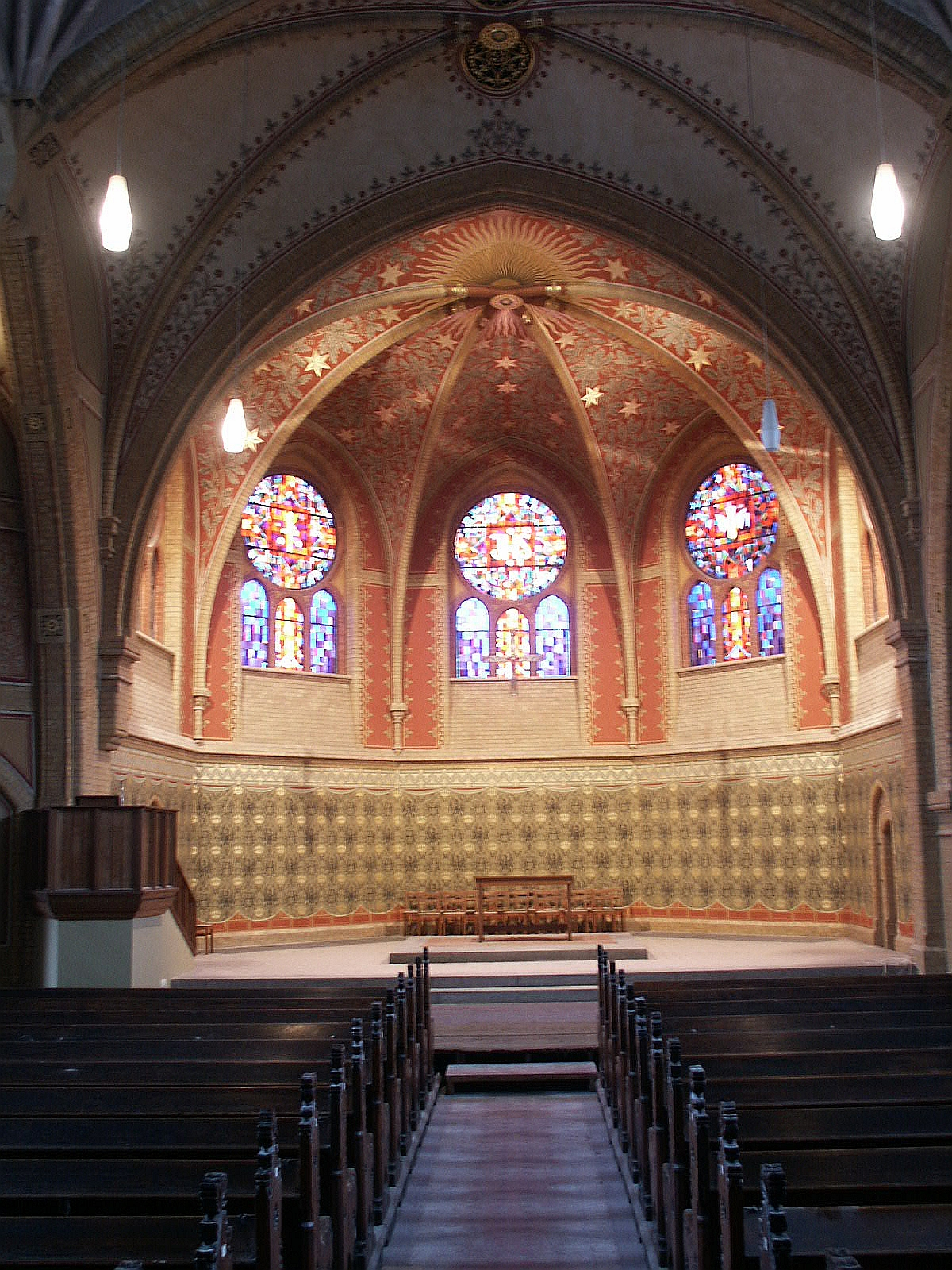
Renovierter Altarraum

Die evangelische Erlöserkirche (ⓘ) befindet sich im Potsdamer Stadtteil Brandenburger Vorstadt an der Kreuzung Nansenstraße / Meistersingerstraße. Der schlanke Turm ist mit seinen 74 Metern Höhe ein Wahrzeichen der Brandenburger Vorstadt und schon von weitem sichtbar.

## Geschichte
Das neogotische Gebäude nebst verschiedenen Gemeindebauten wurde 1896 bis 1898 nach den Plänen der Architekten Gotthilf Ludwig Möckel, Ferdinand Krüger und Arthur Kickton errichtet. Dieses Gebäude-Ensemble steht einschließlich des anliegenden Dr.-Rudolf-Tschäpe-Platzes, auf dem eine alte Blutbuche steht, unter Denkmalschutz. Der Kirchenraum wurde 1898 mit einer Orgel von Wilhelm Sauer ausgestattet, die drei Manuale und 43 Register besaß. Der Innenraum der Kirche bietet ca. 900 Sitzplätze.
Die Erlöserkirche wurde in den letzten Tagen des Zweiten Weltkriegs beschädigt und bis 1947 wieder instand gesetzt. Zu Beginn der 1960er Jahre wurde die Kirche im Innern komplett renoviert und erhielt dabei auch eine neue Orgel.  Nachdem ab 1989 zunächst die dringend notwendige Sanierung der Gebäudehülle in Angriff genommen worden war, wurde 1998 mit der schrittweise erfolgenden Wiedergewinnung der historischen Innenraumgestaltung begonnen, wobei auch die Ausmalung des Altarraum restauriert wurde.

## Kirchenmusik

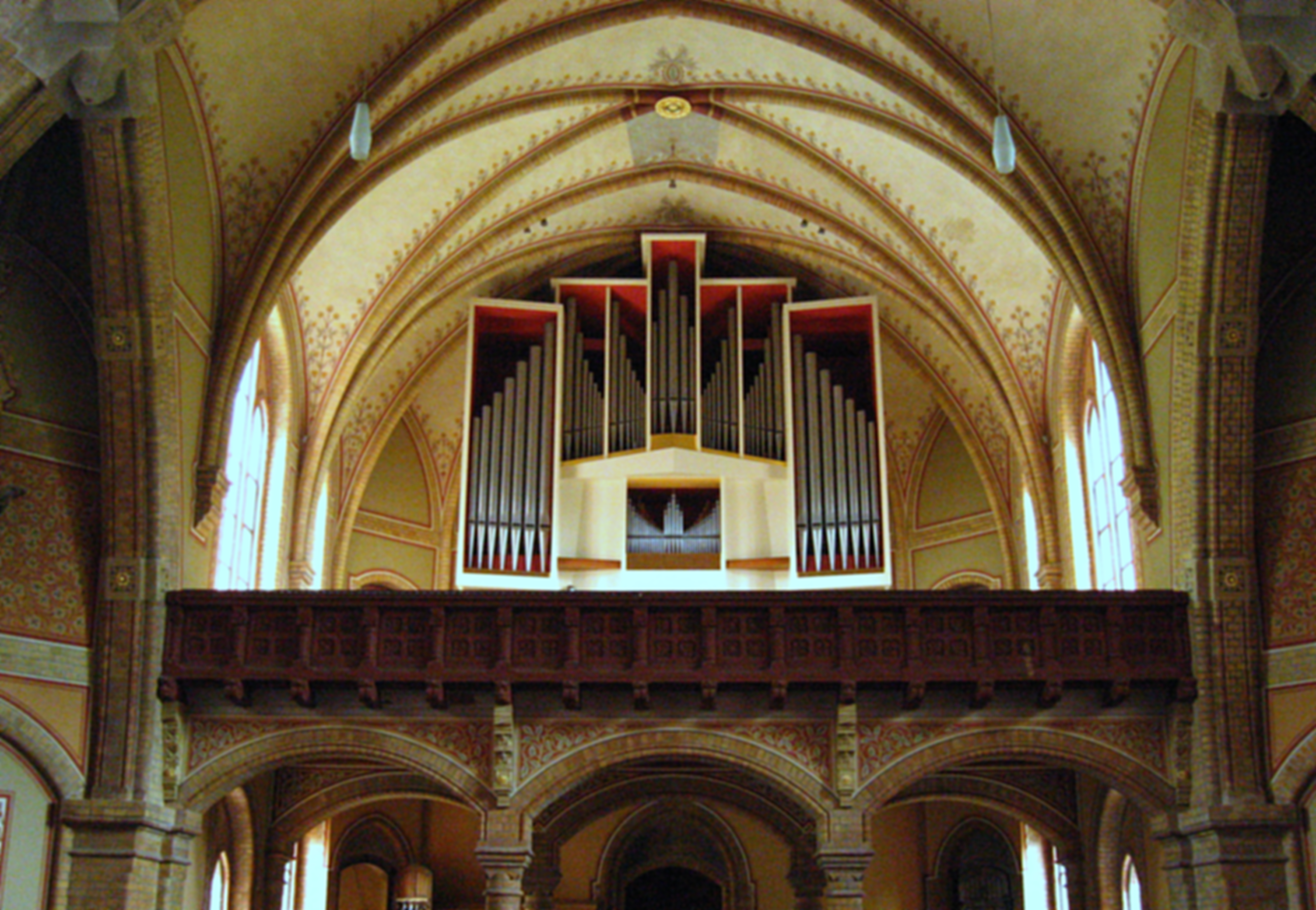
Orgelempore

Seit nahezu fünf Jahrzehnten nimmt die Kirchenmusik an der Erlöserkirche einen wichtigen Platz ein. Bis Mitte der 1990er Jahre war sie mit Kirchenmusikdirektor Friedrich Meinel und seiner Frau Annemarie Meinel verknüpft. Seit Ende 1997 leitet der Dirigent Ud Joffe die Potsdamer Kantorei und die Musik an der Erlöserkirche.
Die Orgel wurde 1964 von Alexander Schuke gebaut und hat einen Umfang von 36 Registern auf drei Manualen und Pedal.
Im Turm erklingen drei Kirchenglocken aus Bronze, wobei die beiden größeren Glocken als Dauerleihgabe aus der ehemaligen Garnisonskirche stammen. Die kleinste Glocke aus dem Jahr 1991 ergänzt diese Glocken zur Dreistimmigkeit.